# HMS Trincomalee
HMS Trincomalee – brytyjska fregata typu Leda, zbudowana w 1817. Brała udział w wojnie krymskiej. W latach 90. XX w. przeprowadzono gruntowny remont i rekonstrukcję jednostki, która obecnie służy jako okręt muzeum i jest najstarszym brytyjskim okrętem wojennym utrzymującym się na wodzie.

## Historia
W 1812 brytyjska Admiralicja złożyła w stoczni w Bombaju zamówienie na kolejną fregatę udanego typu Leda. Projekt okrętów powstał przez skopiowanie zdobytej francuskiej fregaty „Hebe”. Łącznie Brytyjczycy zbudowali 47 takich jednostek. Z uwagi na braki drewna dębowego budowę HMS „Trincomalee” zlecono stoczni w Bombaju, która dysponowała odpowiednim surowcem, jakim było drewno tekowe. Plany wysłano do stoczni na pokładzie okrętu HMS „Java”, który w drodze do Bombaju został zatopiony przez amerykańską fregatę USS „Constitution” i z tego powodu budowa została opóźniona o 3 lata. Okręt zwodowano w 1817 i przetransportowano do Wielkiej Brytanii, gdzie został przeniesiony do rezerwy.
W 1847 zmodernizowany okręt ponownie wszedł do służby. Działał w rejonie Indii Zachodnich i Kanady. W 1852 wszedł w skład Dywizjonu Pacyfiku i stacjonował w Vancouver. Wziął wtedy udział w wojnie krymskiej toczącej się także na wodach dalekowschodnich. W 1857 powrócił do Wielkiej Brytanii, gdzie został odstawiony do rezerwy. W 1861 został stacjonarnym okrętem szkolnym Royal Navy. W 1897 fregatę przeznaczoną do rozbiórki  uratował przed zniszczeniem  Wheatly Cobb prowadzący na starym okręcie liniowym prywatną szkołę morską. Przejął on kadłub „Trincomalee” i zmienił jego nazwę na „Foudroyanta”. W charakterze jednostki szkolnej był użytkowany do 1986. W 1989 na okręcie rozpoczął się remont i przebudowa. W 1992 przywrócono pierwotną nazwę okrętu HMS „Trincomalee”. Okręt cumuje w porcie Hartlepool.